# Angelo Mangini
Angelo Mangini (Mola di Bari, 18 marzo 1905 – Bologna, 4 agosto 1988) è stato un chimico italiano, docente di chimica industriale e pioniere in Italia negli studi sul nesso tra chimica organica e teoria elettronica.
Nel 1927 si laureò in chimica presso l'Università di Roma e successivamente in chimica industriale all'università di Torino. Rimasto in ambito universitario, fu allievo di Riccardo Ciusa presso la cattedra di chimica organica della neonata università di Bari. Si trasferì quindi a Perugia dove collaborò in particolare con Felice De Carli e, dopo il suo trasferimento all'università di Bologna, lo seguì in veste di assistente.
Si avvicinò alla cosiddetta English heresy, la corrente di ricerca, sviluppatasi in area britannica e tedesca, interessata a investigare le proprietà chimico-fisiche delle molecole in base alle proprietà elettroniche. Oltre che di chimica organica, si interessò di chimica applicata, soprattutto in riferimento ai composti aromatici e ai coloranti organici di sintesi (coloranti furoilici), e studiò i composti organici dello zolfo e i sistemi benzo-eterociclici attraverso la spettroscopia.
Nel 1940 fu nominato direttore incaricato dell'istituto di Chimica Industriale dell'università di Bologna. Dal 1945 al 1969, con un solo biennio di interruzione, fu preside della facoltà omonima presso lo stesso ateneo bolognese. 
Negli anni sessanta fu nominato Presidente del Comitato Nazionale per le Scienze Chimiche del Consiglio Nazionale delle Ricerche e in tale veste promosse la costituzione dell'unità che pochi anni dopo divenne l'Istituto I.CO.C.EA (Composti del Carbonio contenenti EteroAtomi) di Ozzano Emilia.
Nel 1966 divenne membro Accademia Nazionale delle Scienze e nel 1972 anche dell'Accademia delle Scienze di Torino. Nel 1973 conseguì il Premio Linceo. Collocato in pensione, nel 1978 fu nominato professore emerito dell'Università di Bologna.
A lui venne intitolato il Dipartimento di Chimica Organica dell'ateneo bolognese.